# Wild Hearts
Wild Hearts est un jeu vidéo d'action-RPG développé par Omega Force et publié par Electronic Arts sous son label EA Originals. Le jeu charge le joueur de chasser des monstres massifs à Azuma, un monde fantastique inspiré du Japon féodal. Le jeu est sorti en février 2023 sur Microsoft Windows, PlayStation 5 et Xbox Series.

## Système de jeu
Les joueurs jouent le rôle d'un chasseur sans nom, qui doit se lancer dans des quêtes pour traquer des monstres massifs connus sous le nom de Kemono dans le monde d'Azuma. Azuma n'est pas un monde ouvert, mais plutôt plusieurs grandes zones que les joueurs peuvent explorer librement. Le jeu propose huit types d'armes différents, dont le wagasa et le katana. En plus d'utiliser des armes pour vaincre les ennemis, les joueurs peuvent également créer des objets pour s'aider durant le combat grâce au mécanisme Karakuri. Par exemple, les joueurs peuvent construire des caisses qui permettent aux joueurs de sauter pour infliger des dégâts massifs aux ennemis ou une torche qui peut être utilisée pour enflammer les ennemis. Cependant, ces pièces peuvent être combinées pour former des machines plus grandes, comme un rempart qui bloque le chemin d'un ennemi. Les objets construits sont permanents, jusqu'à ce qu'ils soient détruits par un Kemono. Les joueurs peuvent par ailleurs construire des Karakuri pour faciliter la transversalité de leurs mouvements. Construire des Karakuri consomme des ressources, qui peuvent être acquises en attaquant simplement des ennemis. Au fur et à mesure que le joueur progresse dans le jeu, il débloquera de nouvelles armes et armures, permettant aux joueurs de chasser des monstres plus difficiles. L'équipe a estimé que les joueurs pouvaient terminer la campagne narrative du jeu en 30 heures environ. Les joueurs peuvent faire équipe avec deux autres joueurs au fur et à mesure de leur progression dans le jeu. 

## Développement
Le jeu a été développé par le studio de développement japonais Omega Force. Le développement du jeu a commencé en 2018. Selon le directeur du jeu Kotaro Hirata, l'équipe a appris de son expérience dans le développement de la série Toukiden (en) et avait l'intention de créer un jeu de chasse aux monstres japonais moderne. Pour se démarquer des autres jeux de chasse aux monstres, l'équipe a présenté les Kemono, des monstres décrits comme "une fusion de la nature et des animaux", et les Karakuri, mécanique de construction qui complète le combat au corps à corps du jeu. Les monstres et les créatures ont été conçus pour être menaçants et stimulants, afin que les joueurs ne se sentent pas « coupables » de les avoir tués. L'équipe n'a pas fait de Wild Hearts un épisode de la série Toukiden car elle estimait que le jeu avait sa propre présentation et ses propres mécanismes de combat. Le monde du jeu a été inspiré par le Japon féodal et comprend quatre biomes différents, chacun basé sur l'une des quatre saisons.  À l'origine, le jeu prend en charge le multijoueur à quatre joueurs, cela a ensuite été modifié car l'équipe pensait que cela créerait un gameplay déséquilibré. 
L'éditeur Electronic Arts a annoncé son partenariat avec Omega Force et sa société mère Koei Tecmo le 14 septembre 2022. Le jeu serait publié sous son label EA Originals, qui avait précédemment publié des jeux vidéo indépendants plus petits tels que It Takes Two et Unravel.  Le jeu a été officiellement annoncé le 23 septembre 2022. Wild Hearts est sorti sur Microsoft Windows, PlayStation 5 et Xbox Series le 17 février 2023, avec prise en charge du jeu multiplateforme. 